# Переходный военный совет Судана
Переходный военный совет Судана — орган власти, созданный военной хунтой во время военного переворота 11 апреля 2019 года. Председателем Совета стал инспектор вооружённых сил страны Абдель Фаттах аль-Бурхан после того, как вице-президент Ахмед Авад ибн Ауф подал в отставку на следующий день после переворота.
Заместителем руководителя Совета является командующий «Силами Быстрой Поддержки» генерал-лейтенант Мохамед Хамдан «Хемети» Дагало. СБП являются непосредственным преемником ополчения Джанджавид.
Пресс-секретарь Совета — генерал-майор Шамс ад-дин Шанто. Другими известными членами Совета являются генерал Галаедин Альшейх и лидер политического комитета Совета генерал-лейтенант Омар Заин аль-Абидин.
Целью совета является установление временного гражданского правительства при поддержке оппозиционных и протестующих сил Судана.